# Edward Hobart Seymour
Pour les articles homonymes, voir Edward Seymour.
Edward Hobart Seymour (30 avril 1840 - 2 mars 1929) est un amiral britannique de la flotte royale britannique qui a commandé en Chine lors de la révolte des Boxers en 1899-1901. Il est décoré de l'ordre du mérite et chevalier de l'Ordre du Bain.

## Sa filiation
Il est le petit-fils du contre-amiral Michael Seymour et neveu de l'amiral Michael Seymour. Il a étudié au Collège Radley puis à l'académie de marine Eastman à Southsea, près de Plymouth.

## Sa carrière
Il a servi en mer Noire jusqu'à l'évacuation des troupes de retour de la guerre de Crimée en 1856, puis sur le HMS Calcutta, sous le commandement de son oncle Michael Seymour, en mer de Chine. Il a participé à la prise de Canton, en décembre 1857 et à la première bataille des forts de Taku, sur le HMS Chesapeake, en septembre 1860.
En 1865, il est nommé sur le yacht royal HMY Victoria and Albert.
En décembre 1897, Seymour fut nommé commandant en chef de l'escadre britannique en Chine. Sa mission resta pacifique jusqu'à la révolte des Boxers. Il dirige à la tête de l’Alliance des huit nations, la colonne de secours (la colonne Seymour).

## La colonne Seymour

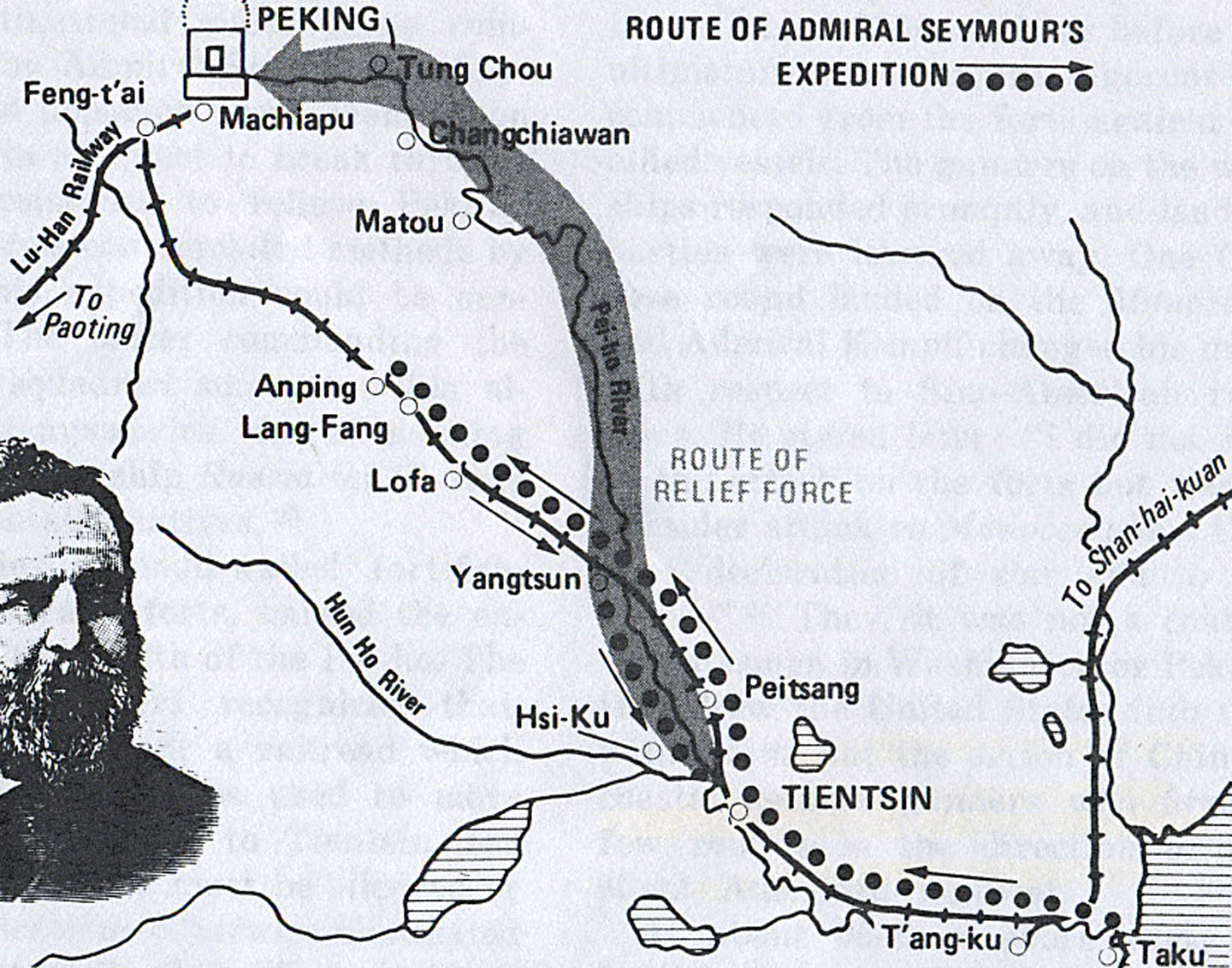
Carte de l'expédition Seymour

Début juin 1900, à Tien-Tsin (Tianjin), un conseil de guerre se réunit et décide de réunir des soldats sur place ou en rade de Takou pour la défense des Légations de Pékin. Ces troupes sont placées sous le commandement de l'amiral anglais Seymour.

|             | Effectifs | Canons      | Munitions     | Vivres  |
| ----------- | --------- | ----------- | ------------- | ------- |
| Anglais     | 720       | 2 Hotchkiss | 200 par fusil | 3 jours |
| Allemands   | 350       | 1           |               |         |
| Russes      | 300       | 2           |               |         |
| Français    | 160       | 1           |               |         |
| Japonais    | 300       | 1           |               |         |
| Italiens    | 120       | /           |               |         |
| Américains  | 150       | /           |               |         |
| Autrichiens | 25        | /           |               |         |
| TOTAL       | 2125      | 7           |               |         |

Quatre trains quittent Tsien-Tsin dans la journée du 11 juin et se regroupent vers Lofa pour la nuit. Le 12 juin au soir, le convoi, harcelé toute la journée par les Boxers et l'armée régulière chinoise, arrive près de Lang-Fang.
Du 13 au 17 juin, le convoi avance lentement, retardé par des attaques en rase campagne, les destructions de la voie ferrée. À An-Ting, où tout est détruit, il est décidé de se replier sur Yang-Tsoun pour se réapprovisionner et repartir sur Pékin par voie terrestre.
Le 21 juin, la colonne, comptant près de 300 malades et blessés, incapable d'aller de l'avant, retraite vers Tsien-Tsin. Les marins français avec leur canon assurent l'arrière-garde.
Le 26 juin, après avoir pris et fait sauter l'arsenal de Sikou avec l'aide des Russes venus à sa rencontre, la colonne rentre à Tien-Tsin.

## Vie privée
Il a pris sa retraite de la marine en avril 1910.
Il est décédé à son domicile de Maidenhead le 2 mars 1929 .
Il ne s'est jamais marié et n'a jamais eu d'enfants.
Seymour était un personnage remarquable et un excellent linguiste. Il a accompli ses missions avec une très grande modestie[non neutre]. Il les a décrites avec une grande honnêteté dans ses Mémoires. Il est resté célibataire.